# Тарасенко Віталій Іванович
Віталій Іванович Тарасенко (нар. 27 липня 1961, Орджонікідзе, Дніпропетровська область) — радянський та український футболіст, що грав на позиції захисника. По завершенні ігрової кар'єри — футбольний тренер. Найбільш відомий за виступами в луганській «Зорі» у другій та першій лігах СРСР, і вінницькій «Ниві» у вищій та першій українській лігах, після закінчення кар'єри гравця тривалий час працював у тренерському штабі вінницького клубу та нетривалий час його очолював.

## Клубна кар'єра
Віталій Тарасенко народився в Дніпропетровській області, і є вихованцем київського республіканського спортінтернату. Розпочав свою футбольну кар'єру в дублюючому складі київського «Динамо». Проте за три роки перебування в дублі молодий футболіст не зумів пробитися до основного складу команди, і в 1982 році перейшов до складу ворошиловградської «Зорі», яка на той час виступала в першій лізі СРСР. У цій команді Тарасенко відразу ж став одним із основних захисників. Проте команда в першій лізі виступала нерівно, й у 1985 році вибула до другої ліги. У 1986 році Віталій Тарасенко разом із командою став переможцем зонального турніру другої ліги, та повернувся до виступів у першій союзній лізі. У 1988 році нетривалий час футболіст грав за миколаївський «Суднобудівник», проте швидко повернувся в «Зорю». У цьому році команда знову виступила невдало, й за підсумками сезону знову вибула до другої ліги. У складі «Зорі» Віталій Тарасенко ще два роки грав у другій лізі, а в 1991 році став гравцем херсонського «Кристала». У цій команді Тарасенко грав увесь останній чемпіонат СРСР та початок першого чемпіонату незалежної України. У кінці чемпіонату 1992 року футболіст перейшов до складу вінницької «Ниви», та дебютував у вищій лізі України 6 червня 1992 року проти донецького «Шахтаря». Проте за підсумками сезону вінницька команда вибула до першої ліги. Віталій Тарасенко продовжив виступи у «Ниві», та разом із командою став переможцем турніру у першій лізі. Наступного року «Нива» повернулась до вищої ліги, і цей сезон став найуспішнішим за увесь час виступів у чемпіонатах України, команда зайняла високе для себе 10 місце. Віталій Тарасенко був на той час одним із найдосвідченіших гравців команди та одним із ключових футболістів. Проте надалі гра команди погіршилась, і Тарасенко на початку 1996 року стає гравцем іншої вищолігової команди — луцької «Волині». Проте команда вибула з вищої ліги, і футболіст, зігравши за півроку 15 матчів за клуб, перейшов до друголігового клубу «Десна» із Чернігова. Із командою футболіст виграв груповий турнір другої ліги, та разом із командою продовжив виступи у першій лізі. завершив кар'єру гравця віталій Тарасенко у чернігівському клубі в кінці 1998 року.

## Тренерська кар'єра
Після завершення виступів на футбольних полях Віталій Тарасенко розпочав тренерську кар'єру. У 1999 році колишній футболіст увійшов до тренерського штабу футбольного клубу «Вінниця», а в 2001 році кілька місяців був головним тренером команди. Далі Тарасенко продовжував роботу в тренерському штабі команди. і в червні 2007 році знову очолив команду. Проте вже у липні цього ж року він покидає вінницький клуб, і стає одним із тренерів молдовського клубу «Тирасполь». У березні 2009 року Віталій Тарасенко повернувся до тренерського штабу вінницького клубу. Далі Віталій Тарасенко працював у футбольній академії тираспольського «Шерифа».

## Досягнення
- Переможець Чемпіонату УРСР з футболу 1986, що проводився у рамках турніру в шостій зоні другої ліги СРСР.
- Переможець Першої ліги України: 1992–1993.